# Lotto Cross Cup
Le Lotto Cross Cup est une compétition de cross-country se déroulant tous les ans, mi-décembre, à Bruxelles, en Belgique. Disputée pour la première fois en 2001, l'épreuve fait partie du circuit mondial IAAF de cross-country.
Les distances parcourues sont de 10,5 km pour les hommes, et de 6 km pour les femmes.
Depuis 2023 les hommes et les femmes parcoures la même distance qui est de 9km
Depuis 2018 la Cross Cup de Bruxelles fait office de championnat de Belgique de Cross-country a l'exception de 2024 où les championnats de Belgique de Cross-country ont eu lieu a Hulshout dans la Province d'Anvers car Bruxelles accueillais Championnats d'Europe de cross-country 2023

## Palmarès
| Année                                                     | Vainqueur hommes       | Temps       | Vainqueur femmes    | Temps       |
| --------------------------------------------------------- | ---------------------- | ----------- | ------------------- | ----------- |
| Circuit mondial IAAF de cross-country                     |                        |             |                     |             |
| 2001                                                      | Serhiy Lebid           | ?           | Edith Masai         | ?           |
| 2002                                                      | Kenenisa Bekele        | 35 min 14 s | Galina Bogomolova   | 22 min 44 s |
| 2003                                                      | Paul Tergat            | 33 min 50 s | Gelete Burka        | 21 min 05 s |
| 2004                                                      | Abebe Dinkesa          | 33 min 22 s | Gelete Burka        | 20 min 46 s |
| 2005                                                      | Abebe Dinkesa          | 35 min 01 s | Teyba Erkesso       | 22 min 18 s |
| 2006                                                      | Bernard Chepkok        | 33 min 24 s | Teyba Erkesso       | 21 min 37 s |
| 2007                                                      | Paul Kipsiele Koech    | 30 min 31 s | Veerle Dejaeghere   | 19 min 41 s |
| 2008                                                      | Non disputée           | —           | Non disputée        | —           |
| 2009                                                      | Andrea Lalli           | 31 min 37 s | Adriënne Herzog     | 20 min 23 s |
| 2010                                                      | Serhiy Lebid           | 31 min 27 s | Caroline Chepkwony  | 20 min 35 s |
| 2011                                                      | Isaiah Kiplangat Koech | 32 min 32 s | Caroline Chepkwony  | 21 min 17 s |
| 2012                                                      | Gilbert Kirui          | 33 min 02 s | Ruti Aga            | 20 min 48 s |
| 2013                                                      | Alex Kibet             | 30 min 40 s | Sifan Hassan        | 19 min 38 s |
| À partir de 2018 championnat de Belgique de cross country |                        |             |                     |             |
| 2018                                                      | Isaac Kimeli           | ?           | Imana Truyers       | ?           |
| 2019                                                      | Soufiane Bouchikhi     | ?           | Hanna Vandenbussche | ?           |
| 2020                                                      | Soufiane Bouchikhi     | ?           | Sofie Van Accom     | ?           |
| 2021                                                      | John Heymans           | ?           | Mieke Gorissen      | ?           |
| 2022                                                      | Michael Somers         | 30 min13 s  | Mieke Gorissen      | 24 min 08 s |
| 2023                                                      | Isaac Kimeli           | 25 min 45 s | Lisa Rooms          | 29 min 55 s |
| 2024                                                      | Non disputée           | —           | Non disputée        | —           |

## Palmarès du cross court
| Année                                                     | Vainqueur hommes  | Temps     | Vainqueur femmes | Temps     |
| --------------------------------------------------------- | ----------------- | --------- | ---------------- | --------- |
| À partir de 2018 championnat de Belgique de cross country |                   |           |                  |           |
| 2018                                                      | Jeroen D'hoedt    | ?         | Renée Eykens     | ?         |
| 2019                                                      | Ali Hamdi         | ?         | Élise Vanderelst | ?         |
| 2020                                                      | Robin Hendrix     | ?         | Jenna Wyns       | ?         |
| 2021                                                      | /Ruben Querinjean | ?         | Lotte Scheldeman | ?         |
| 2022                                                      | /Ruben Querinjean | 8min 38 s | Élise Vanderelst | 6min 19 s |
| 2023                                                      | Beaten Stinj      | 5min 32 s | Marie Bilo       | 6min 31 s |
| 2024                                                      | Non disputée      | —         | Non disputée     | —         |

## Palmarès Junior (U20)
| Année                                                     | Vainqueur hommes                                                    | Temps                                                               | Vainqueur femmes                                                    | Temps                                                               |
| --------------------------------------------------------- | ------------------------------------------------------------------- | ------------------------------------------------------------------- | ------------------------------------------------------------------- | ------------------------------------------------------------------- |
| À partir de 2018 championnat de Belgique de cross country |                                                                     |                                                                     |                                                                     |                                                                     |
| 2018                                                      | Tim Van de Velde                                                    | ?                                                                   | Mathilde Deswaef                                                    | ?                                                                   |
| 2019                                                      | Tim Van de Velde                                                    | ?                                                                   | Febe Triest                                                         | ?                                                                   |
| 2020                                                      | Abdullah Dubad                                                      | ?                                                                   | Hanne Willems                                                       | ?                                                                   |
| 2021                                                      | Pas de championnat de Belgique pour les juniors a cause de Covid-19 | Pas de championnat de Belgique pour les juniors a cause de Covid-19 | Pas de championnat de Belgique pour les juniors a cause de Covid-19 | Pas de championnat de Belgique pour les juniors a cause de Covid-19 |
| 2022                                                      | Noah Konteh                                                         | 20min 51 s                                                          | Fien Peusens                                                        | 16min 36 s                                                          |
| 2023                                                      | Mathis Lievnens                                                     | 14min 51 s                                                          | Charlotte Penneman                                                  | 17 min 26 s                                                         |
| 2024                                                      | Non disputée                                                        | —                                                                   | Non disputée                                                        | —                                                                   |